# Antoine Clairiard de Choiseul de Beaupré

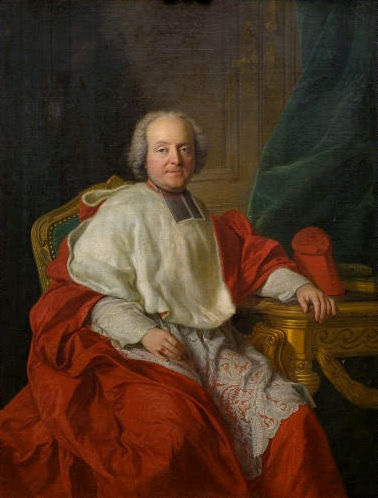
Kardinal de Choiseul de Beaupré (Porträt von Louis-Michel van Loo, 1767)

Wappenschild des Kardinals

Antoine Clairiard de Choiseul de Beaupré (* 28. September 1707 auf Schloss Daillecourt, Frankreich; † 7. Januar 1774 in Besançon) war ein Kardinal der Römischen Kirche.

## Leben
Choiseul stammte aus der Adelsfamilie der Herzöge von Angers und war der Sohn von Antoine Clériadus, Graf von Choiseul, Herr auf Daillecourt, und dessen Gemahlin Anne Françoise de Barillon de Morangis. Nach dem Studium der Theologie in Paris, welches er mit einem Doktorat in Theologie abschloss, wurde er Generalvikar für das Bistum Mende.
Papst Benedikt XIV. ernannte  am 17. März 1755 zum Erzbischof von Besançon und Papst Clemens XIII. kreierte Antoine Clairiard de Choiseul am 23. November 1761 zum Kardinal. Darauf wurde er zum Kardinalpriester ernannt. Er begab sich jedoch nie nach Rom, um den Kardinalshut und eine Titelkirche entgegenzunehmen. Seit 1764 den Titel eines Kaplans des Königs von Polen führend, nahm er am Konklave von 1769 teil.